# Csukamájolaj

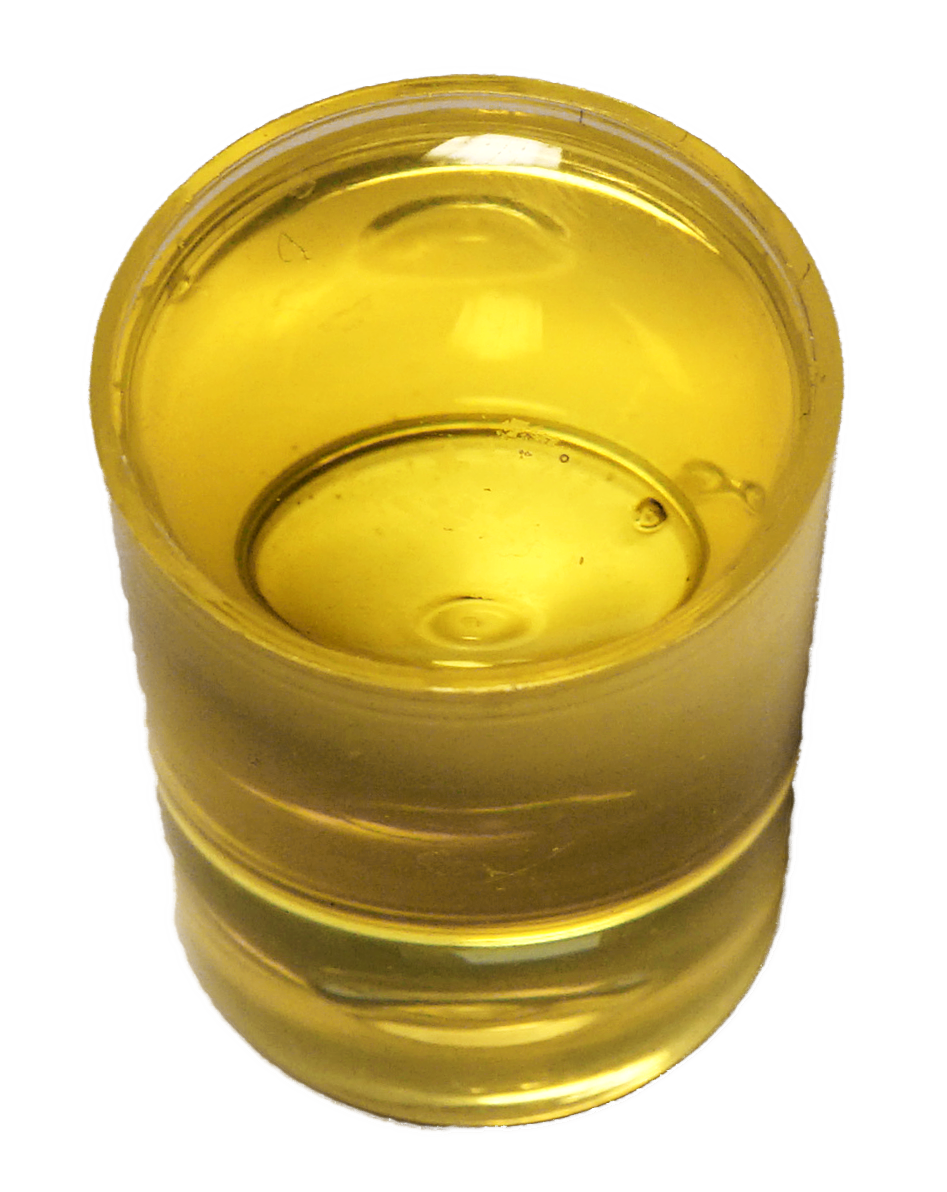
Csukamájolaj

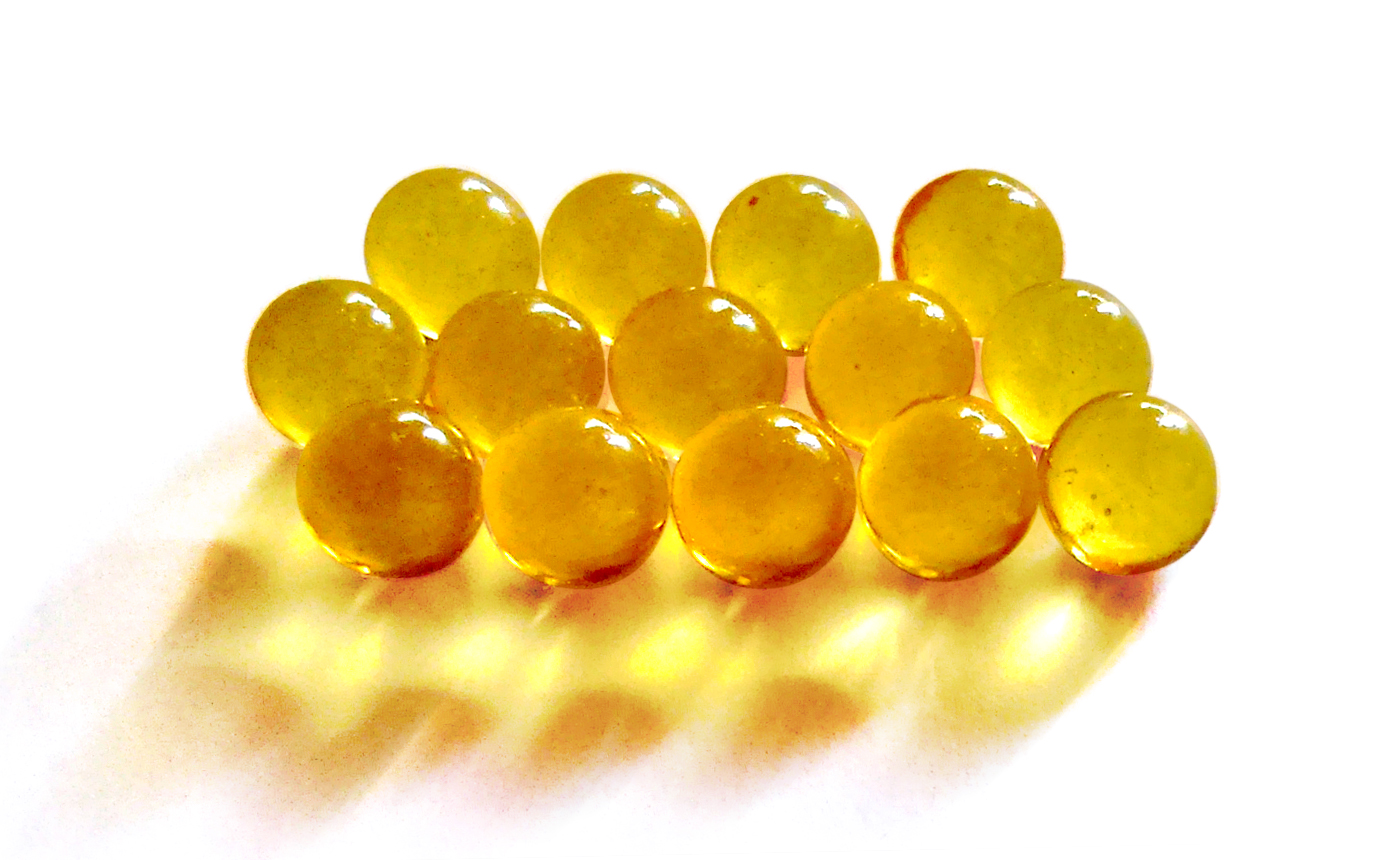
Modern csukamájolaj kapszulák

A csukamájolaj (oleum jecoris aselli) a tőkehal, illetve egyes cápafajok májából nyert olaj. Omega-3 zsírsavakban, jódban, A- és D-vitaminokban gazdag táplálékkiegészítő.

## Története
A tőkehal az évnek bizonyos szakaszaiban igen nagy tömegben jelent meg a norvég tengerpartok közelében. A kifogott halak máját nagy hordókba rakták s a magától kifolyó, igen gyönge melegítéskor kicsepegő olajat (sárga csukamájolaj, oleum jecoris aselli flavum) összegyűjtötték és számos betegség kezelésére, ill. megelőzésére fogyasztották.

## Gyógyhatása
A csukamájolajat mint a D-vitaminban gazdag, könnyen emészthető és gyorsan felszívódó zsírok egyikét, sikerrel alkalmazták angolkóros betegek kezelésére; különösen a tisztább, világosabb típusait, amelyek kevésbé halszagúak, émelygést és hasmenést nem okoztak, így a beteg gyorsabban hozzájuk szokott.
A csukamájolaj hatásosságát az angolkór gyógyításában csak 1918-ban bizonyították, 1919-ben a napfény gyógyító hatását is felismerték, 1922-ben pedig kimutatták, hogy nem a csukamájolaj A-vitamin-tartalma, hanem egy addig nem ismert hatóanyag, a D-vitamin gyógyítja az angolkórt.
Egy 2007-és vizsgálat rámutatott, hogy a csukamájolaj magas omega–3 zsírsav tartalmánál fogva hatásos az ízületi kopások és gyulladások kezelésében is. Az omega-3 zsírsav mindemellett csökkenti az Alzheimer-kór kialakulásának veszélyét

## Kockázatai
Az A-vitamin zsírban oldódik, ezért a csukamájolaj túlzott fogyasztása esetén A-vitamin-túladagolás léphet fel. Nagy mennyiségű szintetikus A-vitamin szedése szülési rendellenességeket okozhat. A „túladagolás” napi 1,25 kg csukamájolajban lévő A-vitamin fogyasztását jelenti 50 kg-os felnőtt esetén (túladagolásnak számít 25 000 NE/kg A-vitamin fogyasztása hosszabb időn keresztül).